# Corredor General Flores
El Corredor General Flores o Corredor Hipódromo es uno de los corredores BRT (Bus rapid transit en inglés) de la ciudad de Montevideo creados en el ámbito del Sistema de Transporte Metropolitano. El mismo cuenta con un carril exclusivo para las líneas de transporte colectivo, que conectan el centro de Montevideo con el nordeste de Montevideo y su área metropolitana.

## Características
El corredor sobre la Avenida General Venancio Flores cuenta con dos carriles exclusivos para el transporte público, con una extensión de aproximadamente tres kilómetros. Este corredor comienza en la intersección con el Bulevar José Batlle y Ordóñez, y culmina sobre el Bulevar Aparicio Saravia. Por el mismo, circulan líneas de transporte urbanas y suburbanas.
Fue inaugurado en agosto de 2016, bajo la gestión del intendente Daniel Martínez. La construcción de dicho corredor de transporte, contrajo diversas críticas producto del negativo funcionamiento del corredor Garzón, inaugurado cuatro años antes.

## Líneas
Por el mismo circulan líneas urbanas dentro de Montevideo así como líneas suburbanas que parten desde la Estación Baltasar Brum de Montevideo hacia ciudades comprendidas dentro del área metropolitana de Montevideo, tales como Toledo y Suárez. Incluso se piensa en incorporar una línea exclusiva como Línea H (al igual que en el corredor Garzón se incorporó la línea G) aunque por el momento, esto no ha tenido éxito aún.
| \| Línea \| Destinos \| Tipo \| \| ----- \| ----------------------------------------------------------- \| ---------- \| \| 169 \| Ciudadela - Toledo Chico \| Urbana \| \| 174 \| Punta Carretas - Aviación Civil \| Urbana \| \| 175 \| Ciudadela - Las Piedras \| Urbana \| \| 192 \| Parque Rodó - Manga \| Urbana \| \| 195 \| Playa del Cerro - Buceo \| Urbana \| \| 199 \| Cementerio del Norte - Punta Carretas \| Urbana \| \| 306 \| Casabó - Geant (Parque Roosvelt) \| Urbana \| \| 328 \| Punta Carretas - Mendoza e Instruciones \| Urbana \| \| 329 \| Punta Carretas - Aviación Civil \| Urbana \| \| 456 \| Ciudadela / Ciudad Vieja / Aduana - Mendoza e Instrucciones \| Urbana \| \| 505 \| Ciudadela / Aduana - Andaluz \| Urbana \| \| 11A \| Montevideo - Sauce / San Ramón / Chamizo \| Sub-Urbana \| \| 15A \| Terminal Río Branco - San Antonio (por Ruta 32) \| Sub-Urbana \| \| 15B \| Terminal Río Branco - San Antonio (por Ruta 6) \| Sub-Urbana \| |                                                             |            |
| Línea | Destinos                                                    | Tipo       |
| 169 | Ciudadela - Toledo Chico                                    | Urbana     |
| 174 | Punta Carretas - Aviación Civil                             | Urbana     |
| 175 | Ciudadela - Las Piedras                                     | Urbana     |
| 192 | Parque Rodó - Manga                                         | Urbana     |
| 195 | Playa del Cerro - Buceo                                     | Urbana     |
| 199 | Cementerio del Norte - Punta Carretas                       | Urbana     |
| 306 | Casabó - Geant (Parque Roosvelt)                            | Urbana     |
| 328 | Punta Carretas - Mendoza e Instruciones                     | Urbana     |
| 329 | Punta Carretas - Aviación Civil                             | Urbana     |
| 456 | Ciudadela / Ciudad Vieja / Aduana - Mendoza e Instrucciones | Urbana     |
| 505 | Ciudadela / Aduana - Andaluz                                | Urbana     |
| 11A | Montevideo - Sauce / San Ramón / Chamizo                    | Sub-Urbana |
| 15A | Terminal Río Branco - San Antonio (por Ruta 32)             | Sub-Urbana |
| 15B | Terminal Río Branco - San Antonio (por Ruta 6)              | Sub-Urbana |